# 景明
景明（500年正月－504年正月）是北魏的君主宣武帝元恪的第一个年号，共计4年。

## 纪年
| 景明 | 元年  | 二年  | 三年  | 四年  | 五年  |
| ---- | ----- | ----- | ----- | ----- | ----- |
| 公元 | 500年 | 501年 | 502年 | 503年 | 504年 |
| 干支 | 庚辰  | 辛巳  | 壬午  | 癸未  | 甲申  |

## 參看
- 中国年号索引
- 同期存在的其他政权年号
  - 永元（499年正月－501年三月）：南朝齊齐東昏侯萧宝卷的年号
  - 建義（500年二月—三月）：雍道晞的年号
  - 中興（501年三月－502年三月）：南朝齊齐和帝萧宝融的年号
  - 天監（502年四月－519年十二月）：南朝梁梁武帝萧衍的年号
  - 太安（492年－505年）：柔然政权候其伏代库者可汗那盖年号
  - 承平：高昌政权麴嘉年号